# Emeryville
Emeryville is een plaats in Alameda County in Californië in de Verenigde Staten. Het vormt een grenspunt tussen Oakland en Berkeley en grenst aan de Baai van San Francisco.
In Emeryville zijn de Pixar Animation Studios, met meer dan duizend werknemers, het label Alternative Tentacles en The Center for Investigative Reporting gevestigd, naast de hoofdkwartieren van Peet's Coffee & Tea, Amyris en de Clif Bar. Het was ook de locatie van Maxis voor dit softwarespelbedrijf werd overgenomen.

## Geschiedenis
Voor de kolonisatie van dit gebied door de Spanjaarden in 1776 was dit de thuis van vele inheemse stammen. Het slik dat zich daar bevond zat vol met mossels, oesters, vissen... Ook eikels waren er in overvloed aanwezig. Door de overvloed van voedsel was dit toen een trekpleister voor allerlei stammen.
Zijn naam kreeg Emeryville van Joseph S. Emery, die in 1884 directeur was van the California and Nevada Railroad.

## Geografie
De totale oppervlakte bedraagt 5,0 km² (1,9 mijl²) waarvan 3,2 km² (1,2 mijl²) land is en 1,8 km² (0,7 mijl²) of 36.79% water is.

## Demografie
Volgens de census van 2000 bedroeg de bevolkingsdichtheid 2178,0/km² (5646,2/mijl²) en bedroeg het totale bevolkingsaantal 6882 dat bestond uit:
- 44,99% blanken
- 19,46% zwarten of Afrikaanse Amerikanen
- 0,49% inheemse Amerikanen
- 25,57% Aziaten
- 0,25% mensen afkomstig van eilanden in de Grote Oceaan
- 4,18% andere
- 5,06% twee of meer rassen
- 8,95% Spaans of Latino

Er waren 3975 gezinnen en 1164 families in Emeryville. De gemiddelde gezinsgrootte bedroeg 1,71.
In 2010 was de bevolking al gestegen tot 10.080 inwoners. De ligging, nabij de oostelijke oprit naar de San Francisco-Oakland Bay Bridge, tussen Berkeley, Oakland en San Francisco, en dicht bij de University of California, Berkeley zijn katalysatoren voor de economische bloei en demografische groei van de voorstad.

## Plaatsen in de nabije omgeving
De onderstaande figuur toont nabijgelegen plaatsen in een straal van 8 km rond Emeryville.

## Bekende inwoners
- Eugene Tsui, architect
- Ronnie del Carmen, illustrator en regisseur